# Alberta Farmers' Association
L' Alberta Farmers' Association (AFA), était une association d'agriculteurs fondée en 1905, qui était active dans l'Alberta, au Canada, de 1905 à 1909. Elle a été formée à partir de la direction générale de la partie de l'Alberta, de Territoriale Grain Growers' Association (TGGA) lorsque l'Alberta est devenue une province en 1905.
L'AFA a offert une voix aux agriculteurs dans leur lutte avec les négociants en grains et les chemins de fer. En janvier 1909, elle a fusionné avec la Société Canadienne de l'Équité pour former les Fermiers Unis de l'Alberta.

## Arrière-plan historique
La Loi de 1902 sur les Grains du Manitoba a été adoptée en 1901 pour prévenir les abus par les négociants en grains et les chemins de fer et assurer des pratiques loyales dans le commerce des céréales dans les provinces des prairies du Canada. Il y avait une récolte exceptionnelle de cette année, et les agriculteurs ont constaté qu'ils ne pouvaient pas obtenir l'accès de leurs produits sur le marché parce que le chemin de Fer Canadien Pacifique (CFCP) et les sociétés céréalière n'ont pas respecté la loi.

## Histoire

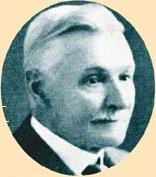
Riz Sheppard (1861-1947)

Les agriculteurs qui vivaient en Alberta et aux États-Unis ont formé un groupe albertain de la Société Américaine de l'Équité, avec des habitants à Spruce Grove, Namao, Beaumont, Stony Plain et le Lac Peuplier Autour de 1905, ils ont changé le nom de leur organisation en Société Canadienne de l'Équité (CSE).
Ce fut une période de croissance rapide du mouvement agrarien en Alberta et aussi de la population de cette nouvelle Province canadienne, qui a augmenté de 73 000 en 1901 à de 374 000 en 1911, quand il y avait 60559 fermes. Les nouveaux agriculteurs ont souvent été obligés de requérir à la dette pour acheter de l'équipement et des fournitures. L'agriculture était risquée, avec de faibles précipitations pluviométriques, une courte période de croissance et de prix incertains pour les céréales.
Le gouvernement, lui-même à court d'argent, ne pouvait pas toujours fournir de l'aide aux nouveaux agriculteurs dans les mauvaises périodes, de sorte que l'AFA et la CSE ont été vus comme une source de sécurité sur le plan social. Leurs principales différences idéologique est que le CSTE a voulu maintenir "l'équité", en demandant à ses membres de refuser de vendre en dessous d'un certain prix pour les céréales. L'AFA n'a pas accepté cette approche radicale de l'action de coopération.
L'AFA cependant été d'accord pour demander de l'aide gouvernementale dans le stockage et la commercialisation des grains. James Speakman, qui devint plus tard président des Fermiers Unis de l'Alberta, a été président de la Innisfail et un fervent partisan de l'union avec la CSE.
En septembre 1908, l'AFA et le CSE ONT formé un comité mixte chargé de rédiger un projet de constitution pour une organisation commune. La dernière convention de l'AFA et de la première convention de l'UFA s'est tenue , Edmonton sur la période des 13-15 janvier et les délégués ont ratifié la fusion 14 janvier 1909. La CSE s'est jointe à eux le lendemain. Les deux groupes ont brandi "la main de l'amitié pour tous", pour combiner leurs opérations.
Les nouveaux Fermiers Unis de l'Alberta n'était avec aucun parti politique ou politicien. Leur objectif était de promouvoir les intérêts des producteurs de céréales et de bétail et d'obtenir des prix rémunérateurs pour tous les produits de la ferme et du verger, à travers des efforts de coopération.
Avant la fusion, l'organe de presse officiel de l'AFA était le Homestead, et la CSE avait publié Le Grand Ouest. Par la suite, à la demande d'Edward Alexander Partridge de la Saskatchewan et de Thomas Crerar du Manitoba, ces journaux ont été absorbés par le Grain Growers Guide  d'Edward Alexander Partridge, qui a déjà servi d'organe de presse de la Saskatchewan et du Manitoba.